# Tagondaing
Tagundaing ou Tagondaing (birmanês:  တံခွန်တိုင်, karen: စံင်မံင်ထုင်း) é uma aldeia no estado de Kayin, Mianmar.